# 霍洛希尔卡河
霍洛希爾卡河（羅馬化：Holohirka）是烏克蘭西部的河流，屬於波爾特瓦河的支流。該河流經利維夫州的佐洛奇夫區，河道全長26公里，流域面積150平方公里。